# Hitrostno drsanje na kratke proge na Zimskih olimpijskih igrah 1992
Hitrostno drsanje na kratke proge na Zimskih olimpijskih igrah 1992.

## Moški

### 1000 m
| Poz    | Drsalec            | Čas     |
| ------ | ------------------ | ------- |
| Zlato  | Ki-Hoon Kim        | 1:30.76 |
| Srebro | Frédéric Blackburn | 1:31.11 |
| Bron   | Lee Joon-Ho        | 1:31.16 |
| 4      | Michael McMillen   | 1:31.32 |
| 5      | Wilfred O'Reilly   | 1:36.24 |
| 6      | Geert Blanchart    | 1:36.28 |
| 7      | Mark Lackie        | 1:36.28 |
| 8      | Michel Daignault   | 1:37.10 |

### 5000 m štafeta
| Poz    | Reprezentanca                                                                                 | Čas     |
| ------ | --------------------------------------------------------------------------------------------- | ------- |
| Zlato  | Južna Koreja (Ki-Hoon Kim, Lee Joon-Hoo, Moo Ji-Soo, Song Jae-Kun)                            | 7:14.02 |
| Srebro | Kanada (Frédéric Blackburn, Laurent Daignault, Michel Daignault, Sylvain Gagnon, Mark Lackie) | 7:14.06 |
| Bron   | Japonska (Juiči Akasaka, Tacujoši Išihara, Tošinobu Kavai, Cutomu Kavasaki)                   | 7:18.18 |
| 4      | Nova Zelandija (Michael McMillen, Christopher Nicholdon, Andrew Nicholson, Tony Smith)        | 7:18.91 |
| 5      | Francija (Marc Bella, Arnaud Drouet, Rémi Ingres, Claude Nicouleau)                           | 7:26.09 |
| 6      | Združeno kraljestvo (Nicholas Gooch, Stuart Horsepool, Matthew Jasper, Wilf O'Reilly)         | 7:29.40 |
| 7      | Avstralija (Kieran Hansen, John Kah, Andrew Murtha, Richard Nizielski)                        | 7:32.57 |
| 8      | Italija (Orazio Fagone, Hugo Herrnhof, Roberto Peretti, Mirko Vuillermin)                     | 7:32.80 |

## Ženske

### 500 m
| Poz    | Drsalka           | Čas     |
| ------ | ----------------- | ------- |
| Zlato  | Cathy Turner      | 47.04   |
| Srebro | Li Jan            | 47.08   |
| Bron   | Hwang Ok-Sil      | 47.23   |
| 4      | Monique Velzeboer | 47.28   |
| 5      | Marina Pilajeva   | 48.42   |
| 6      | Nathalie Lambert  | 48.50   |
| 7      | Julija Vlasova    | 48.70   |
| 8      | Wang Xiulan       | 1:34.12 |

### 3000 m štafeta
| Poz    | Reprezentanca                                                                                      | Čas     |
| ------ | -------------------------------------------------------------------------------------------------- | ------- |
| Zlato  | Kanada (Angela Cutrone, Sylvie Daigle, Nathalie Lambert, Annie Perreault)                          | 4:36.62 |
| Srebro | ZDA (Darcie Dohnal, Amy Peterson, Cathy Turner, Nikki Ziegelmeyer)                                 | 4:37.85 |
| Bron   | Združena ekipa (Julija Alagulova, Natalija Isakova, Viktorija Troickaja, Julija Vlasova)           | 4:42.69 |
| 4      | Japonska (Mie Naito, Rie Sato, Hiromi Takeuči, Nobuko Jamada)                                      | 4:44.50 |
| 5      | Francija (Valérie Barizza, Sandrine Daudet, Murielle Leyssieux, Karine Rubini)                     |         |
| 6      | Nizozemska (Priscilla Ernst, Joelle van Koetsveld-van Ankere, Monique Velzeboer, Simone Velzeboer) |         |
| 7      | Italija (Marinella Canclini, Maria Candido, Katia Colturi, Cristina Sciolla)                       |         |
| 8      | Kitajska (Li Changxiang, Li Jan, Wang Xiulan, Zhang Yanmei)                                        |         |